# Pangu

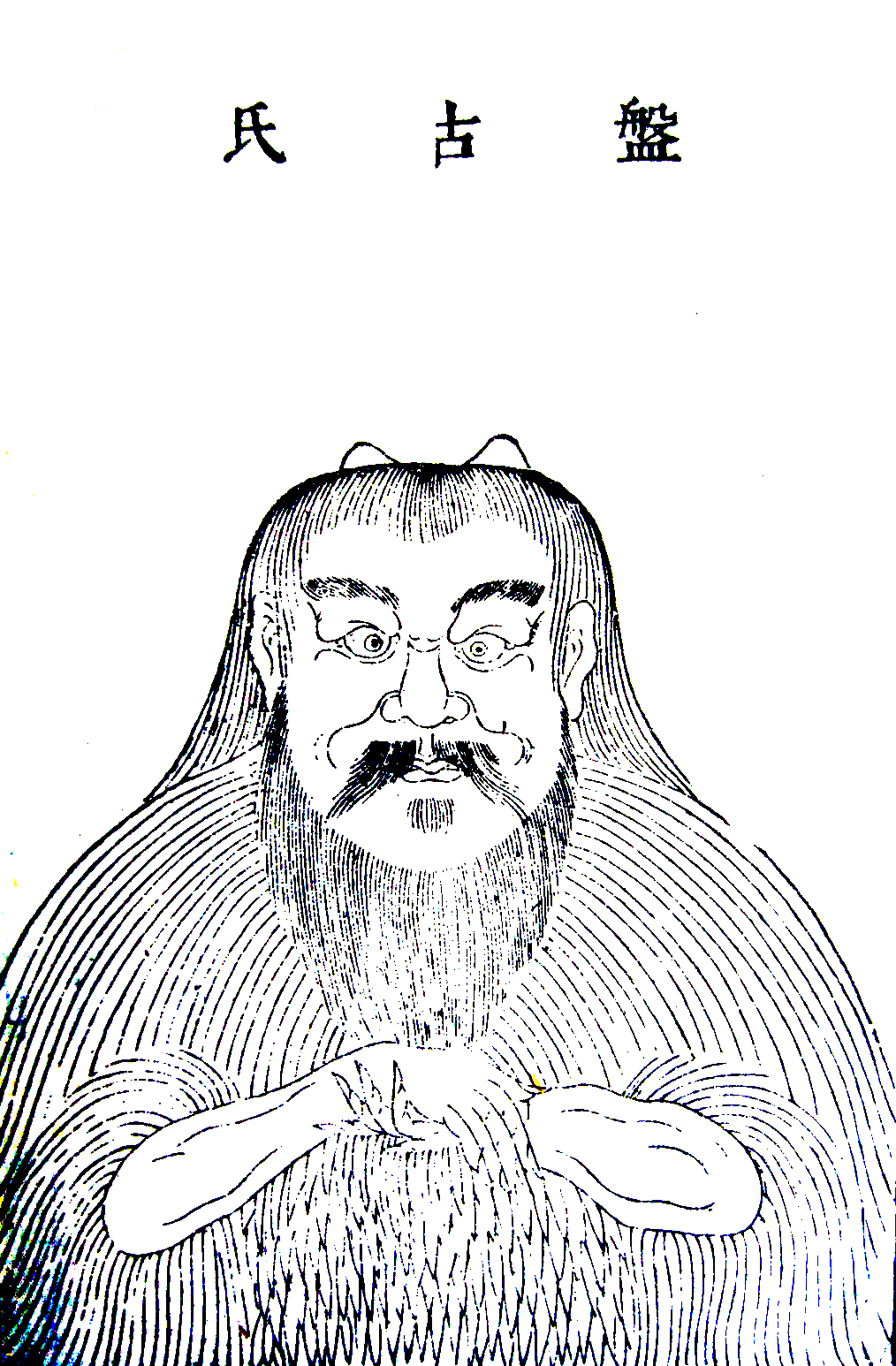
Pangu représenté dans le Sancai Tuhui.

Pangu (盤古) est un être primordial et une figure créatrice de la mythologie chinoise et du taoïsme. Selon la légende, alors que l'univers n'était constitué que d'un œuf cosmique, il en serait sorti en le cassant en deux : la moitié supérieure devint le ciel, la moitié inférieure devint la terre. Puis Pangu serait devenu plus grand, et le ciel et la terre se seraient éloignés et séparés. Finalement, il serait mort et les parties de son corps seraient devenues les différentes parties de la Terre telles que les montagnes ou les mers.

## Origines
Le mythe de Pangu n’appartient vraisemblablement pas à la mythologie chinoise de l’Antiquité, où l’on rencontre des héros civilisateurs comme l’Empereur Jaune ou plus rarement des créateurs de l’humanité comme Nüwa, mais aucun mythe cosmogonique. Néanmoins, le mythe du ciel et de la terre joints ou indifférenciés à l’origine a pu exister. Une phrase du Guoyu , ouvrage historique des Ve et IVe siècles av. J.-C., mentionne une discussion ayant eu lieu à l’époque du roi Mu des Zhou  (1001 ? - 946 ?) à propos de la séparation du ciel et de la terre par les dénommés Zhong et Li, dont l’identité demeure un mystère. 
En tout état de cause, les références essentielles en matière de mythes antiques que sont le Livre des monts et des mers, les Questions au Ciel  de Qu Yuan et Histoire des empereurs et des rois  de Huang Fumi (215-282) ne soufflent mot de Pangu. On trouve même dans les Questions au ciel un passage où Qu'Yuan, évoquant l’origine de l’univers, affirme que personne ne sait rien à ce sujet, opinion confirmée par Wang Chong  (27-97) dans ses Essais critiques . On peut donc affirmer que Pangu était ignoré des auteurs chinois jusqu’au premier siècle de l’ère chrétienne au moins.
Le premier à rapporter sa légende est Xu Zheng (220-265). Il la relate en deux parties dans deux livres différents, Histoire des trois [augustes] et des cinq [empereurs]  et Annales des cinq éléments . Perdus, ils sont connus par leurs passages conservés dans des ouvrages postérieurs comme l’ Encyclopédie littéraire  de Ouyang Xun (557-641). Ge Hong évoque aussi Pangu dans le Baopuzi, ainsi que Liang Renfang des dynasties du Sud dans ses Histoires extraordinaires . Il est le premier à mentionner le lien particulier du personnage avec le Sud de la Chine (Chu, Wu, Wuyue) et la version qui voit en Pangu un couple, Pan et Gu. 
L’hypothèse d’une origine méridionale de la légende est soutenue par Tan Naichang, directeur de l’Institut de recherche en traditions populaires du Guangxi. Contrairement à l’opinion générale, il considère que le mythe ne doit rien à l’influence indienne et qu’il est tiré d’une légende zhuang des environs de Laibin au Guangxi : Un frère et une sœur nommés Pan (meule) et Gu (gourde)  en langue zhuang, seuls survivants d’un déluge grâce à une gourde leur ayant servi d’embarcation, se marièrent et donnèrent naissance à une meule. Ils la pulvérisèrent et ses fragments devinrent autant d’humains. 
Mais l’hypothèse la plus largement partagée est celle de l’influence d’un mythe indien (peut-être même babylonnien, via la Perse et l’Inde) transmis par le bouddhisme à partir des Han orientaux. Pangu offre en effet une certaine ressemblance avec Purusha, l’homme cosmique.
Qian Zongyi a publié en 1986 une Étude des représentations de Pangu  dans laquelle il propose que les plus grands des personnages mystérieux apparaissant entre Nüwa et Fuxi sur les fresques Han représenteraient Pangu (ex : vestige découvert à Yizhou (Sichuan) qui daterait de 194).

## Légende
Une fois introduite, la légende semble avoir été rapidement adoptée et fait l’objet de nombreuses variantes. Elle est connue de tous les Chinois. Voici à titre d’exemple les deux premières versions de Xu Zheng et les ajouts de Liang Renfang :  
- Xu Zheng, Histoire des trois [augustes] et des cinq [empereurs] :

« Le ciel et la terre étaient mélangés comme un œuf de poule ; Pangu était au milieu.  Après 18 000 ans, le ciel et la terre se séparèrent, le yáng pur devint le ciel et le yin trouble la terre. Pangu, au milieu, mutait neuf fois par jour, le divin rejoignait le ciel et le démoniaque la terre. Chaque jour, le ciel s’élevait d’un zhang, la terre épaississait d’un zhang, et Pangu grandissait d’un zhang. Après 18 000 ans, le ciel était très élevé, la terre très profonde et Pangu très grand ; alors apparurent les Trois augustes. »
- Xu Zheng, Annales des cinq éléments :

« Pangu fut le premier à naitre. À sa mort il se transforma : son souffle devint le vent, sa voix le tonnerre, son œil gauche le soleil et le droit la lune, ses quatre membres les extrémités de l’univers, ses coudes, ses genoux et sa tête devinrent les cinq monts sacrés ; son sang forma les rivières, ses tendons le relief, sa chair les terres arables, ses cheveux les astres, les poils de son corps la végétation, ses dents les métaux et les roches, sa moelle les pierres précieuses et le jade, sa sueur la pluie, et la vermine sur son corps disséminée par le vent devint les hommes. »
- Liang Renfang, dans Histoires extraordinaires, rapporte différentes versions :
  - Sa tête devient les quatre monts sacrés, sa graisse les mers et océans.
  - Sa tête devint le Mont de l’est, son ventre celui du centre, son bras gauche le Mont du sud, le droit le Mont du nord et ses pieds le Mont de l’ouest ; ses larmes produisirent les rivières, son souffle le vent, sa voix le tonnerre et ses yeux les éclairs. Quand il est content il fait beau, quand il est en colère il fait mauvais.
  - Dans les pays de Wu et Chu, Pangu est le nom d’un couple ; ils sont le premier yin et le premier yang. Près des côtes du sud et au pays de Wuyue, on trouve la tombe de Pangu et des temples consacrés à lui, ainsi qu’un « Pays de Pangu » où chacun porte son patronyme.

## Culte et exploitation culturelle

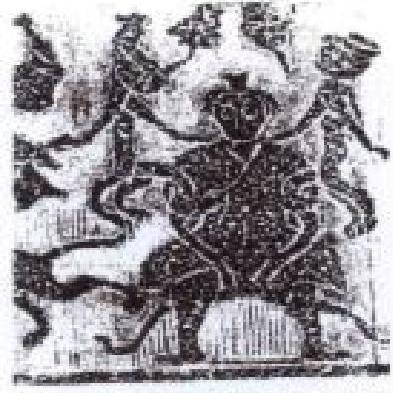
Fresque Han montrant un personnage volumineux dans lequel certains pensent reconnaitre Pangu

Pangu a été adopté assez tôt comme dieu par le taoïsme, assimilé au premier des Trois Purs. En tant que tel il n’a pas de temple individuel car les Trois Purs sont en principe révérés ensemble, souvent accompagnés d’autres dieux comme l’Empereur de jade. Il est figuré entre les deux autres Purs. Il est en général vêtu d’une tunique de maître taoïste et porte en main la perle qui symbolise le chaos originel. Néanmoins, on lui donne parfois l’apparence de Shennong, jupe et collerette de feuilles, ou une autre tenue d’« homme primitif », cheveux longs et peaux de bêtes par exemple. Des temples dédiés au seul Pangu sous son apparence de « primitif » sont apparus à la fin des années 1970, au début de la reprise légale des activités religieuses.
Ces quinze dernières années en Chine populaire, les éléments culturels et religieux autochtones font l’objet d’un grand intérêt de la part des autorités locales. Cet intérêt n’est pas mû seulement par le patriotisme régional, mais répond également au désir de développer l’industrie culturelle et touristique. Ainsi la ville de Laibin au Guangxi, encouragée par les recherches de Tan Naichang, a-t-elle organisé en 2003 un séminaire sur la « culture de Pangu » dont elle compte faire son axe de développement culturel, prévoyant des publications et un festival annuel, ainsi qu’un élargissement des recherches ethnologiques et archéologiques
La protection de la « culture de Pangu du cours supérieur de la Rivière des Perles » a été inscrite en 2005 sur la liste du Fonds national de philosophie et sciences sociales. cette même année, le gouvernement de la région autonome du Guangxi a demandé l’inscription de la « culture de Pangu » sur la liste du patrimoine national immatériel.

## Autres
- Pangu est la transcription chinoise de Pangée
- Le nom de Pangu a été donné à un cratère de Rhéa

### Documents
- textes : La naissance du monde, Seuil, coll. « Sources orientales », 1959, p. 456-457 (trad. Max Kaltenmark).

### Études
- Henri Maspero, Légendes mythologiques dans le Chou king, Imprimerie nationale, 1924, p. 47 sq.
- Mircea Eliade, Histoire des croyances et des idées religieuses, t. 2, Payot, 1978, p. 19-20.